# Константиновский переулок (Санкт-Петербург)
Константи́новский переулок — переулок в историческом районе Острова Петроградского административного района Санкт-Петербурга. Проходит от Морского до Константиновского проспекта на Крестовском острове. Фактически выезд на Морской проспект отсутствует.

## История
Название переулка известно с начала XX века и связано с Константиновским проспектом. 16 января 1964 года переулок был упразднён. Название восстановлено 5 июня 2001 года.

## Пересечения
С юга на север Константиновский переулок пересекают следующие улицы:
- Морской проспект — Константиновский переулок примыкает к нему (фактически примыкание отсутствует);
- Константиновский проспект — Константиновский переулок примыкает к нему.

## Транспорт
Ближайшая к Константиновскому переулку станция метро — «Крестовский остров» 5-й (Фрунзенско-Приморской) линии — находится на расстоянии около 550 метров по прямой от начала переулка.
Движение наземного общественного транспорта по переулку отсутствует.
Ближайшие к Константиновскому переулку остановочные пункты железной дороги — Старая Деревня и Новая Деревня — расположены на расстояниях около 2,0 км и 2,6 км по прямой от конца переулка соответственно.